# Ashley Caldwell
Ashley Caldwell (Ashburn (Virginia), 14 september 1993) is een Amerikaanse freestyleskiester. Ze vertegenwoordigde haar vaderland op de Olympische Winterspelen 2010 in Vancouver, op de Olympische Winterspelen 2014 in Sotsji en op de Olympische Winterspelen 2018 in Pyeongchang.

## Carrière
Bij haar wereldbekerdebuut, op 10 januari 2010 in Calgary, scoorde Caldwell direct wereldbekerpunten. Vijf dagen later behaalde ze in Deer Valley haar eerste toptienklassering in een wereldbekerwedstrijd. Tijdens de Olympische Winterspelen van 2010 in Vancouver eindigde de Amerikaanse als tiende op het onderdeel aerials.
Op 21 januari 2011 boekte Caldwell in Lake Placid haar eerste wereldbekerzege. In Deer Valley nam ze deel aan de wereldkampioenschappen freestyleskiën 2011. Op dit toernooi eindigde ze als vierde op het onderdeel aerials. Tijdens de Olympische Winterspelen van 2014 in Sotsji eindigde de Amerikaanse als tiende op het onderdeel aerials.
In Kreischberg nam Caldwell deel aan de wereldkampioenschappen freestyleskiën 2015. Op dit toernooi eindigde ze als vierde op het onderdeel aerials. In het seizoen 2015/2016 won de Amerikaanse de wereldbeker aerials. Op de wereldkampioenschappen freestyleskiën 2017 in de Spaanse Sierra Nevada veroverde ze de wereldtitel op het onderdeel aerials. Tijdens de Olympische Winterspelen van 2018 in Pyeongchang eindigde Caldwell als zeventiende op het onderdeel aerials.
In Park City nam de Amerikaanse deel aan de wereldkampioenschappen freestyleskiën 2019. Op dit toernooi eindigde ze als vijfde op het onderdeel aerials, in de aerials landenwedstrijd eindigde ze samen met Christopher en Jonathon Lillis op de zesde plaats.

## Resultaten

### Olympische Spelen
| Jaar | Plaats      | Resultaten  |
| ---- | ----------- | ----------- |
| 2010 | Vancouver   | 10e Aerials |
| 2014 | Sotsji      | 10e Aerials |
| 2018 | Pyeongchang | 17e Aerials |

### Wereldkampioenschappen
| Jaar | Plaats        | Resultaten                 |
| ---- | ------------- | -------------------------- |
| 2011 | Deer Valley   | 4e Aerials                 |
| 2015 | Kreischberg   | 4e Aerials                 |
| 2017 | Sierra Nevada | Aerials                    |
| 2019 | Park City     | 5e Aerials 6e Aerials team |

### Wereldbeker
Eindklasseringen
| Seizoen   | Algm | AE     |
| --------- | ---- | ------ |
| 2009/2010 | 61e  | 22e    |
| 2010/2011 | 28e  | 8e     |
| 2013/2014 | 31e  | 8e     |
| 2014/2015 | 11e  | Zilver |
| 2015/2016 | 4e   | Goud   |
| 2016/2017 | 35e  | 10e    |
| 2017/2018 | 59e  | 13e    |
| 2018/2019 | 16e  | 4e     |
| 2019/2020 | 66e  | 17e    |

Wereldbekerzeges
| Datum            | Plaats      | Onderdeel |
| ---------------- | ----------- | --------- |
| 21 januari 2011  | Lake Placid | Aerials   |
| 8 januari 2015   | Deer Valley | Aerials   |
| 1 maart 2015     | Minsk       | Aerials   |
| 20 december 2015 | Peking      | Aerials   |
| 20 februari 2016 | Minsk       | Aerials   |
| 14 januari 2017  | Lake Placid | Aerials   |